# Кнежевич, Мария
Мария Кнежевич (серб. Marija Knežević; 	29 декабря 1963, Белград, СФРЮ) — сербская поэтесса, писательница, публицист, журналистка, эссеист, переводчица
, литературовед.

## Биография
Выпускница философского факультета Белградского университета, в 1999 году получила степень магистра сравнительного литературоведения в Мичиганском государственном университете. Четыре года работала на «Радио Белград», вела культурную программу «Радио 202».
Постоянный обозреватель сербской ежедневной газеты «Политика». Несколько её эссе в прессе и некоторые её стихотворения были переведены на немецкий и русский языки.
Живёт и работает в Белграде.

## Избранные произведения
- Hrana za pse(роман, 1989)
- Elegijski saveti Juliji (стихи, BIGZ, Beograd, 1994)
- Stvari za ličnu upotrebu (стихи, «Prosveta», Beograd, 1994)
- Doba Salome (стихи, «Prosveta», Beograd, 1996)
- Moje drugo ti (стихи, «Vajat», Beograd, 2001)
- Dvadeset pesama o ljubavi i jedna ljubavna (стихи, RAD, Beograd, 2003)
- Knjiga o nedostajanju (эссе, Nezavisna izdanja Slobodana Mašića, Beograd, 2003)
- Das Buch vom Fehlen (сборник эссе, «Knjiga o nedostajanju», Wieser Verlag, Wien, 2004)
- Kasni sat (избранное и перевод стихов, «Otkrovenje», Beograd, 2000)
- Ekaterini (роман, «Filip Višnjić», Beograd, 2005)
- In tactum (стихи, «Povelja», Kraljevo, 2005)
- Uličarke (стихи, RAD, Beograd, 2007)
- Knjiga utisaka (эссе, «Treći trg», Beograd 2008)
- Fabula rasa (2008)
- Šen (стихи, MALI NEMO, Pančevo, 2011)
- Roman Ekaterini je objavljen u Rusiji tokom 2011.
- Tehnika disanja (2015)
- Auto(роман, 2017)
- Moje drugo ti, odabrane pesme (2019)
- Breathing Technique (сборник стихов, 2020)
- Krajnje pesme (стихи, 2020).

## Награды
- Премия Джуры Якшич (2006)